# Expensive Shit
Expensive Shit is het twaalfde studioalbum van Afrobeat-pionier Fela Ransome Kuti en zijn band Africa '70, uitgebracht in 1975. De plaat werd opgenomen in Lagos, Nigeria.

## Inhoud
De titel van het album verwijst naar een incident waarbij de Nigeriaanse politie Kuti probeerde te arresteren door een joint bij hem te verstoppen. Kuti slaagde er echter in de joint op te eten, waarna de politie hem in hechtenis nam en wachtte op de productie van uitwerpselen. Naar verluidt slaagde hij erin om de ontlasting van een andere gevangene te gebruiken en werd hij uiteindelijk vrijgelaten.
| Recensies  | Recensies        |
| Publicatie | Score            |
| ---------- | ---------------- |
| AllMusic   | [ 2 ]            |
| BBC Music  | sterk aanbevolen |

 In de recensie van de heruitgave van Expensive Shit / He Miss Road, schreef Pitchfork "het is gemakkelijk verdwaald te raken in discografie van Kuti. Begin met Expensive Shit en volg vanaf daar de weg."
Het stond op nummer 78 op de lijst "Top 100 albums van de jaren 1970" van Pitchfork.

## Tracklist
Alle muziek en teksten geschreven door Fela Kuti.

| Nr. | Titel          | Duur  |
| --- | -------------- | ----- |
| 1.  | Expensive Shit | 13:13 |

| 1.                 | Water No Get Enemy | 11:00 |
| Totale duur: 24:13 |                    |       |